# Chrysler Airflow (EV)
El Chrysler Airflow es un concepto de una SUV crossover de tamaño mediano, desarrollada por Chrysler en 2022.

## Desarrollo y lanzamiento

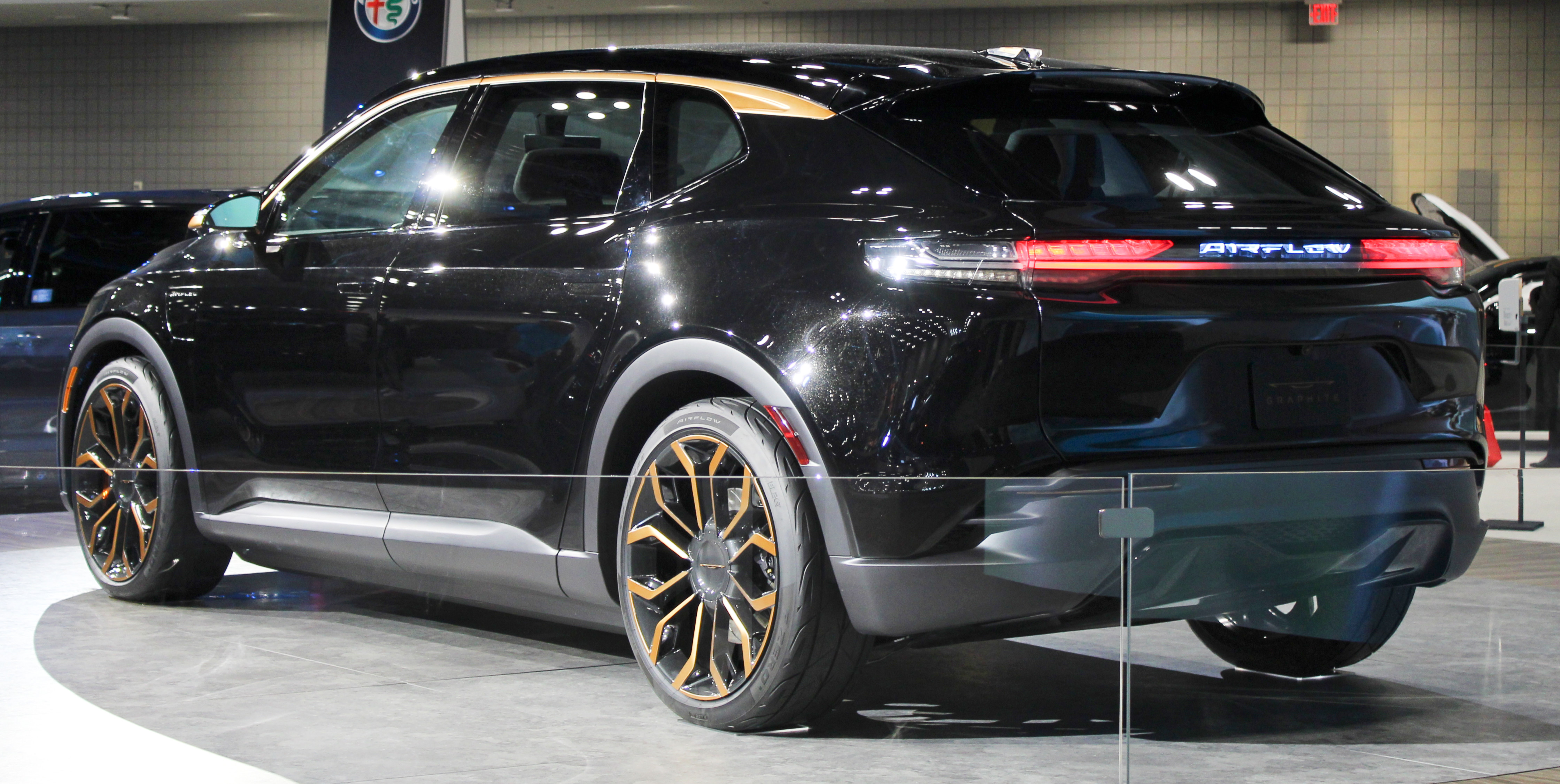
vista trasera

El Airflow fue anunciado por FCA US en el CES de 2020 y el cual sería presentando dos años después en el CES de 2022, un concepto listo para producción sería presentando en el Salón del Automóvil de Nueva York de ese mismo año.
El Airflow lleva el nombre del original Chrysler Airflow de los años 30, el primer automóvil en tener la importancia de la aerodinámica, el objetivo del concepto era la evolución del automóvil tal como lo hizo el Airflow original en su momento.

## Especificaciones
El Airflow viene equipado con un motor eléctrico y diseño aerodinámico y futurista, su diseño es el de una SUV compacta y robusta, la parrilla y el logotipo alado de Chrysler llevan iluminación tipo LED. El interior del vehículo es todo equipado con pantallas táctiles y digitales, exceptuando por el botón de ignición y las teclas de navegación en el volante. La interfaz de la pantalla es personalizable, haciendo que cada pasajero a tener acceso a la información del vehículo en tiempo real. El sistema de control del vehículo sería uno de los primeros en aprovechar la arquitectura del software de conocido como STLA Brain, ecosistema de experiencia y asistencia al conductor a través de IA desarrollada por Stellantis.

## Producción
A mediados del 2023, el jefe de diseño de Chrysler indicó sobre un diseño alternativo en progreso el cual reemplazaría al diseño que se había presentado en forma conceptual. Se planea un modelo para 2025, ya que el rediseño ya estaba en marcha cuando fue anunciado.